# Velká cena České republiky silničních motocyklů 2008
Velká cena České republiky silničních motocyklů 2008 se uskutečnila od 15.-17. srpna, 2008 na Masarykově okruhu.

## MotoGP
Souboj Rossi vs. Stoner v Laguně Seca by se dal nazvat bitva století a to byla ta nejlepší pozvánka na dvanáctý podnik mistrovství světa silničních motocyklů do Brna.Casey Stoner obvinil po závodě Valentina Rossiho z manévrů za hranicí fair play. Australan k tomu řekl: „Byly to dva nebo tři manévry, myslím, že je všichni viděli. Několik manévrů bylo v pořádku, byly čisté a hezké, ale s několika jsem spokojen nebyl.” Masarykův okruh by měl vyhovovat spíše Ducati, ale favoritem je samozřejmě také Ital Rossi.
Mezinárodní motocyklová federace (FIM) představila světu předběžný kalendář na rok 2009. Z šampionátu vypadne Čína a naopak nově zavítají týmy MotoGP do Maďarska.
Ducati testovala tři dny v Mugellu. Přítomní byli Sete Gibernau, testovací jezdci Niccolo Canepa a Vittoriano Guareschi.Tým se zaměřil na vývoj GP9, motorky pro příští rok.
Daniel Pedrosa bude startovat v Brně i přes dále trvající bolesti ruky. Naopak Španělův týmový kolega Nicky Hayden přijde o Velkou cenu České republiky. Důvodem je zranění nohy, které utrpěl během motokrosového závodu X Games v Los Angeles.
Společně s Pedrosou se do Mistrovství světa vrací i Američan John Hopkins na Kawasaki. Právě na motocyklu Ninja jsou pro brněnský závod připraveny velké změny v oblasti motoru a šasi.

### Kvalifikace
| *                                                 | *                                                | *                                               |
| _______1_______ Casey Stoner Ducati 2:11.657      |                                                  |                                                 |
|                                                   | _______2_______ Valentino Rossi Yamaha 2:12.846  |                                                 |
|                                                   |                                                  | _______3_______ John Hopkins Kawasaki 2:12.959  |
| _______4_______ Chris Vermeulen Suzuki 2:13.002   |                                                  |                                                 |
|                                                   | _______5_______ Alex de Angelis Honda 2:13.352   |                                                 |
|                                                   |                                                  | _______6_______ Anthony West Kawasaki 2:14.064  |
| _______7_______ Randy de Puniet Honda 2:14.535    |                                                  |                                                 |
|                                                   | _______8_______ Shinya Nakano Honda 2:14.718     |                                                 |
|                                                   |                                                  | _______9_______ Loris Capirossi Suzuki 2:14.805 |
| _______10_______ Sylvain Guintoli Ducati 2:14.861 |                                                  |                                                 |
|                                                   | _______11_______ Marco Melandri Ducati 2:15.880  |                                                 |
|                                                   |                                                  | _______12_______ Daniel Pedrosa Honda 2:16.032  |
| _______13_______ Toni Elias Ducati 2:16.510       |                                                  |                                                 |
|                                                   | _______14_______ Andrea Dovizioso Honda 2:17.632 |                                                 |
|                                                   |                                                  | _______15_______ Colin Edwards Yamaha 2:20.074  |
| _______16_______ James Toseland Yamaha 2:23.303   |                                                  |                                                 |
|                                                   | _______17_______ Jorge Lorenzo Yamaha 2:23.701   |                                                 |
| ------------------------------------------------- | ------------------------------------------------ | ----------------------------------------------- |

### Závod
| Pozice | #  | Jezdec           | Stroj    | Kola | Čas       | Rošt | Body |
| ------ | -- | ---------------- | -------- | ---- | --------- | ---- | ---- |
| 1      | 46 | Valentino Rossi  | Yamaha   | 22   | 43:28.841 | 2    | 25   |
| 2      | 24 | Toni Elias       | Ducati   | 22   | +15.004   | 13   | 20   |
| 3      | 65 | Loris Capirossi  | Suzuki   | 22   | +21.689   | 9    | 16   |
| 4      | 56 | Shinya Nakano    | Honda    | 22   | +25.859   | 8    | 13   |
| 5      | 13 | Anthony West     | Kawasaki | 22   | +29.465   | 6    | 11   |
| 6      | 7  | Chris Vermeulen  | Suzuki   | 22   | +30.608   | 4    | 10   |
| 7      | 33 | Marco Melandri   | Ducati   | 22   | +36.453   | 11   | 9    |
| 8      | 15 | Alex de Angelis  | Honda    | 22   | +36.750   | 5    | 8    |
| 9      | 4  | Andrea Dovizioso | Honda    | 22   | +38.822   | 14   | 7    |
| 10     | 48 | Jorge Lorenzo    | Yamaha   | 22   | +39.573   | 17   | 6    |
| 11     | 21 | John Hopkins     | Kawasaki | 22   | +39.610   | 3    | 5    |
| 12     | 50 | Sylvain Guintoli | Ducati   | 22   | +40.892   | 10   | 4    |
| 13     | 52 | James Toseland   | Yamaha   | 22   | +1:11.490 | 16   | 3    |
| 14     | 5  | Colin Edwards    | Yamaha   | 22   | +1:21.133 | 15   | 2    |
| 15     | 2  | Daniel Pedrosa   | Honda    | 22   | +1:37.038 | 12   | 1    |
| 16     | 14 | Randy de Puniet  | Honda    | 22   | 1:38.407  | 7    |      |
| Ret    | 1  | Casey Stoner     | Ducati   | 6    | Nehoda    | 1    |      |

### Zajímavosti
Casey Stoner nedokončil závod poprvé od Velké ceny Valencie 2006.
Toni Elias stanul letos poprvé na stupních vítězů a poprvé od Velké ceny Japonska 2007
Loris Capirossi zajel na stupně vítězů letos poprvé a pro Suzuki to byly tento rok třetí stupně za sebou.
Pro své nejlepší výsledky si dojeli také Shinya Nakano a Anthony West.

### Průběžná klasifikace jezdců a týmů
| Pos | #  | Jezdec           | Stroj  | Body |
| --- | -- | ---------------- | ------ | ---- |
| 1   | 46 | Valentino Rossi  | Yamaha | 237  |
| 2   | 1  | Casey Stoner     | Ducati | 187  |
| 2   | 2  | Daniel Pedrosa   | Honda  | 172  |
| 4   | 48 | Jorge Lorenzo    | Yamaha | 120  |
| 5   | 4  | Andrea Dovizioso | Honda  | 110  |
| 6   | 5  | Colin Edwards    | Yamaha | 102  |
| 7   | 7  | Chris Vermeulen  | Suzuki | 99   |
| 8   | 69 | Nicky Hayden     | Honda  | 84   |
| 9   | 56 | Shinya Nakano    | Honda  | 83   |
| 10  | 65 | Loris Capirossi  | Suzuki | 77   |

| Pos | Tým                     | Továrna  | Body |
| --- | ----------------------- | -------- | ---- |
| 1   | Fiat Yamaha Team        | Yamaha   | 357  |
| 2   | Repsol Honda Team       | Honda    | 258  |
| 3   | Ducati Marlboro Team    | Ducati   | 228  |
| 4   | Rizla Suzuki MotoGP     | Suzuki   | 186  |
| 5   | Tech 3 Yamaha           | Yamaha   | 177  |
| 6   | San Carlo Honda Gresini | Honda    | 132  |
| 7   | Alice Team              | Ducati   | 108  |
| 8   | JiR Team Scot MotoGP    | Honda    | 105  |
| 9   | Kawasaki Racing Team    | Kawasaki | 75   |
| 10  | LCR Honda MotoGP        | Honda    | 40   |

| Pos | Továrna  | Body |
| --- | -------- | ---- |
| 1   | Yamaha   | 260  |
| 2   | Ducati   | 212  |
| 3   | Honda    | 210  |
| 4   | Suzuki   | 128  |
| 5   | Kawasaki | 63   |

## 250cc

### Kvalifikace
| *                                                  | *                                                  | *                                                | *                                                   |
| _______1_______ Marco Simoncelli Gilera 2:10.723   |                                                    |                                                  |                                                     |
|                                                    | _______2_______ Alex Debon Aprilia 2:11.489        |                                                  |                                                     |
|                                                    |                                                    | _______3_______ Hector Barbera Aprilia 2:11.578  |                                                     |
|                                                    |                                                    |                                                  | _______4_______ Mattia Pasini Aprilia 2:12.168      |
| _______5_______ Thomas Lüthi Aprilia 2:12.762      |                                                    |                                                  |                                                     |
|                                                    | _______6_______ Julian Simon KTM 2:13.074          |                                                  |                                                     |
|                                                    |                                                    | _______7_______ Mika Kallio KTM 2:13.698         |                                                     |
|                                                    |                                                    |                                                  | _______8_______ Yuki Takahashi Honda 2:13.944       |
| _______9_______ Lukáš Pešek Aprilia 2:13.970       |                                                    |                                                  |                                                     |
|                                                    | _______10_______ Alvaro Bautista Aprilia 2:14.577  |                                                  |                                                     |
|                                                    |                                                    | _______11_______ Alex Baldolini Aprilia 2:14.664 |                                                     |
|                                                    |                                                    |                                                  | _______12_______ Eugene Laverty Aprilia 2:14.918    |
| _______13_______ Fabrizio Lai Gilera 2:15.103      |                                                    |                                                  |                                                     |
|                                                    | _______14_______ Hector Faubel Aprilia 2:15.416    |                                                  |                                                     |
|                                                    |                                                    | _______15_______ Karel Abraham Aprilia 2:15.659  |                                                     |
|                                                    |                                                    |                                                  | _______16_______ Hiroshi Aoyama KTM 2:15.785        |
| _______17_______ Roberto Locatelli Gilera 2:15.836 |                                                    |                                                  |                                                     |
|                                                    | _______18_______ Aleix Espargaro Aprilia 2:16.552  |                                                  |                                                     |
|                                                    |                                                    | _______19_______ Federico Sandi Aprilia 2:17.550 |                                                     |
|                                                    |                                                    |                                                  | _______20_______ Ratthapark Wilairot Honda 2:18.009 |
| _______21_______ Toni Wirsing Honda 2:18.764       |                                                    |                                                  |                                                     |
|                                                    | _______22_______ Doni Tata Pradita Yamaha 2:19.018 |                                                  |                                                     |
|                                                    |                                                    | _______23_______ Russel Gomez Aprilia 2:21.402   |                                                     |
|                                                    |                                                    |                                                  | _______24_______ Manuel Poggiali Gilera 2:34.770    |
| -------------------------------------------------- | -------------------------------------------------- | ------------------------------------------------ | --------------------------------------------------- |

### Závod
| Pozice | #  | Jezdec              | Stroj   | Kola | Čas       | Rošt | Body |
| ------ | -- | ------------------- | ------- | ---- | --------- | ---- | ---- |
| 1      | 6  | Alex Debon          | Aprilia | 20   | 41:08.168 | 2    | 25   |
| 2      | 19 | Alvaro Bautista     | Aprilia | 20   | +0.280    | 10   | 20   |
| 3      | 58 | Marco Simoncelli    | Gilera  | 20   | +0.325    | 1    | 16   |
| 4      | 21 | Hector Barbera      | Aprilia | 20   | +0.827    | 4    | 13   |
| 5      | 36 | Mika Kallio         | KTM     | 20   | +1.249    | 7    | 11   |
| 6      | 72 | Yuki Takahashi      | Honda   | 20   | +13.713   | 8    | 10   |
| 7      | 75 | Mattia Pasini       | Aprilia | 20   | +13.826   | 4    | 9    |
| 8      | 55 | Hector Faubel       | Aprilia | 20   | +16.026   | 14   | 8    |
| 9      | 15 | Roberto Locatelli   | Gilera  | 20   | +19.084   | 17   | 7    |
| 10     | 41 | Aleix Espargaro     | Aprilia | 20   | +20.692   | 18   | 6    |
| 11     | 14 | Ratthapark Wilairot | Honda   | 20   | +29.495   | 20   | 5    |
| 12     | 60 | Julian Simon        | KTM     | 20   | +29.772   | 6    | 4    |
| 13     | 4  | Hiroshi Aoyama      | KTM     | 20   | +31.944   | 16   | 3    |
| 14     | 52 | Lukáš Pešek         | Aprilia | 20   | +36.314   | 9    | 2    |
| 15     | 25 | Alex Baldolini      | Aprilia | 20   | +43.751   | 11   | 1    |
| 16     | 50 | Eugene Laverty      | Aprilia | 20   | +46.564   | 12   |      |
| 17     | 32 | Fabrizio Lai        | Gilera  | 20   | +55.591   | 13   |      |
| 18     | 90 | Federico Sandi      | Aprilia | 20   | +55.704   | 19   |      |
| 19     | 45 | Doni Tata Pradita   | Yamaha  | 20   | +1:24.324 | 22   |      |
| 20     | 94 | Toni Wirsing        | Honda   | 20   | +1:39.423 | 21   |      |
| 21     | 7  | Russel Gomez        | Aprilia | 20   | +1:59.990 | 23   |      |
| Ret    | 12 | Thomas Lüthi        | Aprilia | 3    | Nehoda    | 5    |      |
| Ret    | 17 | Karel Abraham       | Aprilia | 2    | Nehoda    | 15   |      |
| DNS    | 54 | Manuel Poggiali     | Gilera  |      |           | 24   |      |

### Průběžná klasifikace jezdců a týmů
| Pos | #  | Jezdec           | Stroj   | Body |
| --- | -- | ---------------- | ------- | ---- |
| 1   | 58 | Marco Simoncelli | Gilera  | 180  |
| 2   | 36 | Mika Kallio      | KTM     | 164  |
| 3   | 6  | Alex Debon       | Aprilia | 139  |
| 4   | 19 | Alvaro Bautista  | Aprilia | 138  |
| 5   | 21 | Hector Barbera   | Aprilia | 126  |
| 6   | 75 | Mattia Pasini    | Aprilia | 117  |
| 7   | 4  | Hiroshi Aoyama   | KTM     | 101  |
| 8   | 72 | Yuki Takahashi   | Honda   | 95   |
| 9   | 12 | Thomas Lüthi     | Aprilia | 86   |
| 10  | 60 | Julian Simon     | KTM     | 72   |

| Pos | Továrna | Body |
| --- | ------- | ---- |
| 1   | Aprilia | 237  |
| 2   | Gilera  | 196  |
| 3   | KTM     | 174  |
| 4   | Honda   | 102  |
| 5   | Yamaha  | 1    |

## 125cc

### Kvalifikace
| *                                                  | *                                                 | *                                                   | *                                                 |
| _______1_______ Gábor Talmácsi Aprilia 2:09.870    |                                                   |                                                     |                                                   |
|                                                    | _______2_______ Nicolas Terol Aprilia 2:10.588    |                                                     |                                                   |
|                                                    |                                                   | _______3_______ Andrea Iannone Aprilia 2:10.589     |                                                   |
|                                                    |                                                   |                                                     | _______4_______ Bradley Smith Aprilia 2:10.652    |
| _______5_______ Mike Di Meglio Derbi 2:10.791      |                                                   |                                                     |                                                   |
|                                                    | _______6_______ Sandro Cortese Aprilia 2:11.024   |                                                     |                                                   |
|                                                    |                                                   | _______7_______ Pol Espargaro Derbi 2:11.030        |                                                   |
|                                                    |                                                   |                                                     | _______8_______ Simone Corsi Aprilia 2:11.227     |
| _______9_______ Sergio Gadea Aprilia 2:11.276      |                                                   |                                                     |                                                   |
|                                                    | _______10_______ Joan Olive Derbi 2:11.341        |                                                     |                                                   |
|                                                    |                                                   | _______11_______ Raffaele de Rosa KTM 2:11.353      |                                                   |
|                                                    |                                                   |                                                     | _______12_______ Marc Marquez KTM 2:11.353        |
| _______13_______ Stefan Bradl Aprilia 2:11.515     |                                                   |                                                     |                                                   |
|                                                    | _______14_______ Tomoyoshi Koyama KTM 2:11.518    |                                                     |                                                   |
|                                                    |                                                   | _______15_______ Esteve Rabat KTM 2:11.676          |                                                   |
|                                                    |                                                   |                                                     | _______16_______ Danny Webb Aprilia 2:11.688      |
| _______17_______ Scott Redding Aprilia 2:11.719    |                                                   |                                                     |                                                   |
|                                                    | _______18_______ Stevie Bonsey Aprilia 2:11.776   |                                                     |                                                   |
|                                                    |                                                   | _______19_______ Efren Vazquez Aprilia 2:12.256     |                                                   |
|                                                    |                                                   |                                                     | _______20_______ Lorenzo Zanetti KTM 2:12.277     |
| _______21_______ Takaaki Nakagami Aprilia 2:12.286 |                                                   |                                                     |                                                   |
|                                                    | _______22_______ Robin Lasser Aprilia 2:12.675    |                                                     |                                                   |
|                                                    |                                                   | _______23_______ Jonas Folger KTM 2:12.921          |                                                   |
|                                                    |                                                   |                                                     | _______24_______ Dominque Aegerter Derbi 2:13.033 |
| _______25_______ Michael Ranseder Aprilia 2:13.099 |                                                   |                                                     |                                                   |
|                                                    | _______26_______ Randy Krummenacher KTM 2:13.119  |                                                     |                                                   |
|                                                    |                                                   | _______27_______ Jules Cluzel Loncin 2:13.755       |                                                   |
|                                                    |                                                   |                                                     | _______28_______ Pablo Nieto KTM 2:13.782         |
| _______29_______ Karel Pešek Aprilia 2:14.033      |                                                   |                                                     |                                                   |
|                                                    | _______30_______ Pere Tutusaus Aprilia 2:14.192   |                                                     |                                                   |
|                                                    |                                                   | _______31_______ Robert Muresan Aprilia 2:14.590    |                                                   |
|                                                    |                                                   |                                                     | _______32_______ Alexis Masbou Loncin 2:14.631    |
| _______33_______ Marco Ravaioli Aprilia 2:14.769   |                                                   |                                                     |                                                   |
|                                                    | _______34_______ Bastien Chesaux Aprilia 2:15.131 |                                                     |                                                   |
|                                                    |                                                   | _______35_______ Hugo van den Berg Aprilia 2:15.285 |                                                   |
|                                                    |                                                   |                                                     | _______36_______ Lukáš Šembera Aprilia 2:15.909   |
| _______37_______ Louis Rossi Honda 2:16.321        |                                                   |                                                     |                                                   |
|                                                    | _______38_______ Michal Prášek Aprilia 2:16.744   |                                                     |                                                   |
|                                                    |                                                   | _______39_______ Andrea Toušková Honda 2:18.241     |                                                   |
| -------------------------------------------------- | ------------------------------------------------- | --------------------------------------------------- | ------------------------------------------------- |

### Závod
| Pozice | #  | Jezdec             | Stroj   | Kola | Čas       | Rošt | Body |
| ------ | -- | ------------------ | ------- | ---- | --------- | ---- | ---- |
| 1      | 17 | Stefan Bradl       | Aprilia | 19   | 41:05.176 | 13   | 25   |
| 2      | 63 | Mike Di Meglio     | Derbi   | 19   | +0.881    | 5    | 20   |
| 3      | 6  | Joan Olive         | Derbi   | 19   | +4.070    | 10   | 16   |
| 4      | 1  | Gábor Talmácsi     | Aprilia | 19   | +4.118    | 1    | 13   |
| 5      | 18 | Nicolas Terol      | Aprilia | 19   | +7.048    | 2    | 11   |
| 6      | 38 | Bradley Smith      | Aprilia | 19   | +9.334    | 4    | 10   |
| 7      | 11 | Sandro Cortese     | Aprilia | 19   | +12.813   | 6    | 9    |
| 8      | 44 | Pol Espargaro      | Derbi   | 19   | +16.491   | 7    | 8    |
| 9      | 29 | Andrea Iannone     | Aprilia | 19   | +17.637   | 3    | 7    |
| 10     | 24 | Simone Corsi       | Aprilia | 19   | +17.855   | 8    | 6    |
| 11     | 45 | Scott Redding      | Aprilia | 19   | +18.964   | 17   | 5    |
| 12     | 33 | Sergio Gadea       | Aprilia | 19   | +29.920   | 9    | 4    |
| 13     | 12 | Esteve Rabat       | KTM     | 19   | +38.445   | 15   | 3    |
| 14     | 77 | Dominique Aegerter | Derbi   | 19   | +54.637   | 24   | 2    |
| 15     | 21 | Robin Lasser       | Aprilia | 19   | +54.797   | 22   | 1    |
| 16     | 22 | Pablo Nieto        | KTM     | 19   | +55.723   | 28   |      |
| 17     | 96 | Lukáš Šembera      | Aprilia | 19   | +56.786   | 36   |      |
| 18     | 7  | Efren Vazuqez      | Aprilia | 19   | +59.166   | 19   |      |
| 19     | 8  | Lorenzo Zanetti    | KTM     | 19   | +59.330   | 20   |      |
| 20     | 30 | Pere Tutusaus      | Aprilia | 19   | +59.340   | 30   |      |
| 21     | 60 | Michael Ranseder   | Aprilia | 19   | +1:00.307 | 25   |      |
| 22     | 72 | Marco Ravaioli     | Aprilia | 19   | +1:07.401 | 33   |      |
| 23     | 34 | Randy Krummenacher | KTM     | 19   | +1:11.701 | 26   |      |
| 24     | 16 | Jules Cluzel       | Loncin  | 19   | +1:19.343 | 27   |      |
| 25     | 56 | Hugo van den Berg  | Aprilia | 19   | +1:30.988 | 35   |      |
| 26     | 5  | Alexis Masbou      | Loncin  | 19   | +1:31.018 | 32   |      |
| 27     | 95 | Robert Muresan     | Aprilia | 19   | +1:31.149 | 31   |      |
| 28     | 48 | Bastien Chesaux    | Aprilia | 19   | +1:33.222 | 34   |      |
| 29     | 69 | Louis Rossi        | Honda   | 19   | +1:33.600 | 37   |      |
| 30     | 97 | Michal Prášek      | Aprilia | 18   | +1 kolo   | 38   |      |
| 31     | 98 | Andrea Toušková    | Honda   | 18   | +1 kolo   | 39   |      |
| Ret    | 37 | Karel Pešek        | Aprilia | 17   | Nehoda    | 29   |      |
| Ret    | 51 | Stevie Bonsey      | Aprilia | 15   | Porucha   | 18   |      |
| Ret    | 93 | Marc Marquez       | KTM     | 6    | Nehoda    | 12   |      |
| Ret    | 94 | Jonas Folger       | KTM     | 1    | Porucha   | 23   |      |
| Ret    | 35 | Raffaele de Rosa   | KTM     | 0    | Nehoda    | 11   |      |
| Ret    | 71 | Tomoyoshi Koyama   | KTM     | 0    | Kolize    | 14   |      |
| Ret    | 73 | Takaaki Nakagami   | Aprilia | 0    | Kolize    | 21   |      |
| Ret    | 99 | Danny Webb         | Aprilia | 0    | Kolize    | 16   |      |

### Průběžná klasifikace jezdců a týmů
| Pos | #  | Jezdec         | Stroj   | Body |
| --- | -- | -------------- | ------- | ---- |
| 1   | 63 | Mike Di Meglio | Derbi   | 186  |
| 2   | 24 | Simone Corsi   | Aprilia | 142  |
| 3   | 17 | Stefan Bradl   | Aprilia | 126  |
| 4   | 1  | Gábor Talmácsi | Aprilia | 122  |
| 5   | 6  | Joan Olive     | Derbi   | 110  |
| 6   | 18 | Nicolas Terol  | Aprilia | 102  |
| 7   | 38 | Bradley Smith  | Aprilia | 89   |
| 8   | 44 | Pol Espargaro  | Derbi   | 83   |
| 9   | 11 | Sandro Cortese | Aprilia | 77   |
| 10  | 45 | Scott Redding  | Aprilia | 70   |

| Pos | Továrna | Body |
| --- | ------- | ---- |
| 1   | Aprilia | 256  |
| 2   | Derbi   | 219  |
| 3   | KTM     | 72   |
| 4   | Honda   | 3    |
| 5   | Loncin  | 1    |

| Předchozí Velká cena: Velká cena USA 2008         | Mistrovství světa silničních motocyklů 2008 | Následující Velká cena: Velká cena San Marina 2008  |
| Předchozí ročník: Velká cena České republiky 2007 | Velká cena České republiky                  | Následující ročník: Velká cena České republiky 2009 |